# Trần Thị Diệu
Trần Thị Diệu, nghệ danh Huyền Diệu là một nghệ sĩ ưu tú tiêu biểu trong làng chèo Việt Nam. Hiện là phó trưởng Đoàn chèo 1 nhà hát Chèo Ninh Bình. Huyền Diệu là một trong những nghệ sĩ được phong danh hiệu nghệ sĩ ưu tú trẻ tuổi nhất trong làng Chèo Việt Nam. Khi được phong tặng danh hiệu này, cô chỉ mới 32 tuổi.

## Tiểu sử
Nghệ sĩ chèo Huyền Diệu tên đầy đủ là Trần Thị Diệu, sinh năm 1982 tại xã Đông Sơn, Thành phố Tam Điệp, Ninh Bình. Sinh ra trong một gia đình có truyền thống nghệ thuật, Huyền Diệu đã và đang gắn bó với nhà hát Chèo Ninh Bình.

## Sự nghiệp
Năng khiếu nghệ thuật của Huyền Diệu được bộc lộ khá sớm. Huyền Diệu hoạt động say sưa trong đội văn nghệ của lớp, của trường, nhiều lần đi dự hội thi, hội diễn của thị, của tỉnh do ngành Giáo dục - Đào tạo tổ chức đều đạt giải cao. Huyền Diệu đã thi vào khoa Sân khấu chèo Trường Trung học VHNT Nam Định, khoá học 1995-1997. Sau khi ra trường, vào cuối năm 1997, Huyền Diệu có mặt trong đoàn tuyển của thị xã Tam Điệp (nay là thành phố Tam Điệp) tham gia Hội diễn văn nghệ quần chúng tổ chức tại thị xã Ninh Bình (nay là thành phố Ninh Bình) đã đạt Huy chương Bạc. Ngay sau đó, Sở VHTT Ninh Bình đã tuyển Huyền Diệu vào Đoàn nghệ thuật của tỉnh, nay là nhà hát Chèo Ninh Bình. Huyền Diệu đã được giao vai Nhân trong vở "Nỗi oan người trở về" của tác giả Đăng Thanh. Năm 1999, Huyền Diệu được giao đóng vai Thái hậu Dương Vân Nga trong vở "Thái hậu Dương Vân Nga" của tác giả Trúc Đường.
Năm 2001, Đoàn chèo Ninh Bình lại dựng vở "Kim Nham" do Bùi Đắc Sừ đạo diễn, Huyền Diệu lại được giao vai Xuý Quỳnh, em gái Xuý Vân. Năm 2004, Huyền Diệu được phân thủ vai Đào trong vở "Trương Hán Siêu" của tác giả An Viết Đàm. Năm 2005, thêm một bước ngoặt mới đến với Huyền Diệu, đạo diễn Đinh Đức Tùng giao đóng vai Duyên, nhân vật chính trong "Chuyện tình người và đất" của đồng tác giả An Viết Đàm và Ngọc Cương. Tiếp đó, Nhà hát chèo Ninh Bình lại tiếp tục cho dựng vở "Liệt nữ trời Nam" của tác giả An Viết Đàm. Đạo diễn Đinh Đức Tùng lại thêm một lần nữa trao trọng trách cho Huyền Diệu thủ vai An Tư công chúa, một nhân vật đầy huyền thoại cả trong lịch sử và trong tác phẩm sân khấu. Và ngay sau đó, Huyền Diệu khá thành công trong vai Châu Long, một người phụ nữ đoan trang, thuần hậu trong vờ chèo cổ "Lưu Bình - Dương Lễ".

## Thành tích
- Huy chương bạc Hội diễn sân khấu chuyên nghiệp toàn quốc được tổ chức tại Nam Định năm 1999.
- Huy chương vàng cuộc thi Nghệ thuật Sân khấu chèo chuyên nghiệp toàn quốc 2013 tại Hải Phòng.[3]
- Huy chương vàng cuộc thi Nghệ thuật Sân khấu chèo chuyên nghiệp toàn quốc 2016 tại Ninh Bình.
- Huy chương vàng vai diễn trong vở "Làm vua - chuyện ngoài chính sử" tại Liên hoan Chèo toàn quốc 2022.[4]
- Huy chương bạc cuộc thi tài năng trẻ diễn viên sân khấu chèo chuyên nghiệp toàn quốc 2007 với vai diễn thái hậu Dương Vân Nga trong vở "Tấm áo bào hoàng đế".
- Huy chương bạc cuộc thi tài năng trẻ diễn viên sân khấu chèo chuyên nghiệp toàn quốc 2014 tại Ninh Bình với vai diễn Nguyên Phi Ỷ Lan trong vở "Nhiếp Chính Ỷ Lan"[5]
- Giải thưởng Trương Hán Siêu đợt 2:Vai Dương Vân Nga, vở "Thái hậu Dương Vân Nga" giành giải B năm 2007.[6]

Năm 2015, Nghệ sĩ Huyền Diệu được công nhận là Nghệ sĩ ưu tú lĩnh vực nghệ thuật sân khấu chèo.